# I'll Be There For You (松田聖子の曲)
「I'll Be There For You」（アイル・ビー・ゼア・フォー・ユー）は、1996年5月17日にマーキュリー・ミュージックエンタテイメントからリリースされた松田聖子通算42枚目のシングル。

## 解説
ロビー・ネヴィルとのデュエット・ソング（松田聖子 with Robbie Nevil名義）としてリリースされた。
松田が主演したアメリカ映画『サロゲート・マザー』のオリジナル主題歌となった。

## 収録曲
全作詞・作曲・編曲:Robbie Nevil
1. I'll Be There For You（duet with Robbie Nevil）[5:17]
2. I'll Be There For You（Robbie Nevil Version）[5:16]
3. I'll Be There For You（Seiko Version）[5:16]
4. I'll Be There For You （Original Karaoke）[5:16]

## 関連作品
- I'll Be There For You
  - WAS IT THE FUTURE
  - LOVE Seiko Matsuda 20th Anniversary Best Selection
  - We Love SEIKO -35th Anniversary 松田聖子究極オールタイムベスト50Songs-